# Mesosemia veneris
Mesosemia veneris is een vlindersoort uit de familie van de prachtvlinders (Riodinidae), onderfamilie Riodininae.
Mesosemia veneris werd in 1871 beschreven door Butler.